# John Birmingham
John Birmingham (nacido en 1953, Salford, Lancashire, Reino Unido) es un político de las Islas Malvinas de origen británico que se desempeñó como miembro de la Asamblea Legislativa por la circunscripción de Puerto Argentino/Stanley desde una elección parcial en 2008 hasta las elecciones generales de 2009. Birmingham fue elegido como miembro del Consejo Legislativo, que era la denominación anterior de la Asamblea Legislativa hasta la aplicación de la Constitución de 2009. Anteriormente fue miembro del Consejo Legislativo desde 1994 hasta 2005. En las elecciones generales de 2021 fue elegido nuevamente a la Asamblea.
Birmingham nació en el Gran Mánchester en Inglaterra y estudió en el Colegio Chichester. A la edad de diecisiete años, se unió a la Marina Mercante Británica. Cuatro años más tarde dejó la Armada y viajó a las Malvinas para trabajar en una granja de ovejas en el Camp. Después de recorrer el continente de América del Sur, regresó a las islas donde se casó con Louise, y en 1988 la pareja se trasladó a la capital.
Birmingham fue elegido por primera vez al Consejo Legislativo en las elecciones parciales de 1994  y fue reelegido en 1997 y 2001, pero perdió su escaño en 2005. Volvió al Consejo Legislativo en una elección parcial en 2008 para ocupar el puesto dejado vacante por Richard Davies, pero perdió su escaño en la elección general de 2009.
En las elecciones generales de 2021 fue elegido nuevamente a la Asamblea por la circunscripción de Camp.